# Aimé de Cossé-Brissac
Pour les autres membres de la famille, voir Maison de Cossé-Brissac.
Aimé Artus Maurice Timoléon de Cossé-Brissac est un homme politique français né le 1er novembre 1829 à Brissac (Maine-et-Loire) et décédé le 23 avril 1890 à Paris.

## Biographie
Fils du duc Timoléon de Cossé-Brissac (1775-1848) et d'Augustine Rosalie de Bruc-Signy (1802-1847), il devient chambellan de l'Impératrice Eugénie sous le second Empire. Il est maire du Fayel et conseiller général.
Il est député monarchiste de l'Oise de 1877 à 1881, inscrit au groupe bonapartiste de l'Appel au peuple.
Il a épousé Alix Marie Walsh de Serrant (2 février 1829 - château de Serrant † 21 janvier 1895 - Paris VIIe), duchesse de La Mothe-Houdancourt.

### Une étrange allusion
Le quotidien La Presse a rapporté cette anecdote :

« On sait que l'ex-impératrice Eugénie assistait à l'inauguration du canal de l'Isthme de Suez. En se rendant en Égypte, elle passa par Constantinople où elle fut splendidement accueillie par le sultan. Le duc de Cossé-Brissac, qui l'accompagnait en qualité de chambellan, fut de son côté l'objet de mille attentions, de mille prévenances de la part du grand chef des eunuques. Au moment de prendre congé de cet excellent homme, qui ne l'avait pas quitté une seconde pendant toute la durée de son séjour, et l'avait fait pénétrer partout, même dans les appartements les plus secrets, le duc de Cossé-Brissac le remercia de toutes ces politesses particulières et lui demanda à quel motif il devait d'en avoir été l'objet.

– Oh ! Monsieur le duc, répondit le chef des eunuques avec un sourire significatif, je sais les égards que l'on se doit entre confrères. »